# Cameronia (Schiff, 1921)
Die RMS Cameronia (II) war ein 1921 in Dienst gestelltes Passagierschiff der britischen Reederei Anchor Line, das im transatlantischen Passagierverkehr von Großbritannien in die Vereinigten Staaten eingesetzt wurde. Im Zweiten Weltkrieg diente sie als alliierter Truppentransporter. Die Verschrottung erfolgte 1958 in Wales.

## Indienststellung und frühe Jahre
Das 168,73 Meter lange und 21,45 Meter breite Dampfturbinenschiff Cameronia wurde am 7. März 1919 auf der Werft William Beardmore and Company in Glasgow für die britische Reederei Anchor Line auf Kiel gelegt, die 1911 in das Imperium der Cunard Line aufgenommen worden war. Sie lief am 23. Dezember 1919 vom Stapel, wurde aber aufgrund eines Streiks erst im September 1920 fertiggestellt. Sie musste nach Cherbourg geschleppt werden, wo die Arbeiten abgeschlossen werden konnten.
Die Cameronia war das Schwesterschiff der 1922 in Dienst gestellten Lancastria (16.243 BRT), die auf der gleichen Werft entstand. Sie war außerdem das zweite Schiff der Anchor Line, das diesen Namen trug. Sie hatte zwei Masten, einen Schornstein und zwei Propeller. An Bord des Schiffs war Platz für 265 Passagiere der Ersten, 370 der Zweiten und 1100 der Dritten Klasse. Nach der Fertigstellung konnte die Cameronia am 11. Mai 1921 zu ihrer Jungfernfahrt von Glasgow über Liverpool nach New York auslaufen. Bis 1924 unternahm sie zahlreiche Reisen im Verbund mit der Cunard Line. Im Oktober 1925 nahm sie die Mannschaft der CG 128 auf, eines Kutters der US-Küstenwache. Im November desselben Jahres kollidierte sie auf dem Clyde mit dem norwegischen Dampfer Hauk.
Im Januar 1926 musste die Cameronia vor der irischen Küste eine Überfahrt abbrechen, da ihr Ruder ausgefallen und sie gezwungen war, zur Reparatur nach Glasgow zurückzukehren. Im August 1926 entging sie nur um Haaresbreite einer Kollision im dichten Nebel mit der Samaria der Cunard Line.  1929 wurden die Passagierunterkünfte auf 290 Reisende in der Kabinenklasse, 431 in der Touristenklasse und 698 in der Dritten Klasse umgestellt. Im Dezember 1932 grassierte an Bord eine Influenza-Epidemie, von der 400 Passagiere befallen waren.
Von Dezember 1934 bis Oktober 1935 war die Cameronia in Glasgow aufgelegt. Bis April 1936 wurde sie als Truppentransporter in den Fernen Osten eingesetzt und beförderte in dieser Funktion mehr als 16.000 Menschen. Im selben Jahr wurde sie überholt und renoviert und am 10. Juli 1936 nahm sie den Passagierverkehr von Glasgow nach New York wieder auf. Am 20. Mai 1937 nahm sie an der Coronation Fleet Review in Spithead zu Ehren der Krönung von König Georg VI. teil.

## Zweiter Weltkrieg
Nach ihrer Abfahrt in Glasgow am 5. September 1939 war die Cameronia das erste Schiff im Zweiten Weltkrieg, das New York nach Ausbruch der Feindseligkeiten anlief. Bei ihrer Ankunft in New York am 16. Oktober 1939 hatte sie mehrere Dutzend Überlebende der Athenia an Bord. Sie absolvierte elf Atlantiküberquerungen ohne jeden Geleitschutz, bis sie im Dezember 1940 als Truppentransporter angefordert wurde. Im Januar 1941 beförderte sie 3.000 Männer über das Kap der Guten Hoffnung nach Sues und pendelte danach hauptsächlich zwischen Alexandria und Griechenland.
1942 wurde die Cameronia für Übungszwecke zur Landung der Alliierten in Französisch-Nordafrika, der Operation Torch und anschließend auch für die eigentliche Operation genutzt. Am 9. Dezember 1942 wurde sie von mehreren Junkers Ju 88 der III. Gruppe des Kampfgeschwader 26 angegriffen und von einem Lufttorpedo getroffen. Dabei verzeichnete sie 17 Tote, konnte aber trotzdem den algerischen Hafen Annaba anlaufen. Sie fuhr nach Gibraltar und danach zum Clyde, um Reparaturen vornehmen zu lassen.
1943 war das Schiff wieder im Kriegseinsatz und wurde dafür eingesetzt, die Canadian Tank Division (kanadische Panzerdivision) von Malta nach Sizilien zu bringen. Die  Cameronia war der größte Truppentransporter, der im Juni 1944 an der Landung in der Normandie teilnahm. Im August 1945 wurde die  Cameronia ausgemustert, nachdem sie 163.789 Soldaten befördert und 321.323 Meilen zurückgelegt hatte.

## Späte Jahre
Nach Kriegsende wurde die Cameronia aufgelegt, da nicht davon ausgegangen wurde, dass sich für das alte und abgenutzte Schiff noch ein Verwendungszweck finden würde. Im Juli 1948 wurde sie dann doch noch auf der Werft Barclay, Curle and Company in Elderslie für den Einsatz als australisches Auswandererschiff mit einer Kapazität von 1266 Passagieren umgebaut.
Am 1. November 1948 lief die Cameronia zur ersten von insgesamt elf Fahrten von Großbritannien nach Australien aus. Am 21. Januar 1953 wurde das mehr als 30 Jahre alte Schiff an das Ministry of War Transport (MoWT) verkauft und in Empire Clyde umbenannt. Im März wurde das Schiff schließlich in Newport (Wales) abgewrackt.

## Trivia
Die Cameronia wird in der Serie Downton Abbey erwähnt (Staffel 4, Folge 7) – Lord Grantham reist damit zusammen mit dem Diener Thomas Barrow nach New York, um die Familie seiner amerikanischen Frau Cora Crawley, geb. Levinson zu treffen.